# Teofil Królik

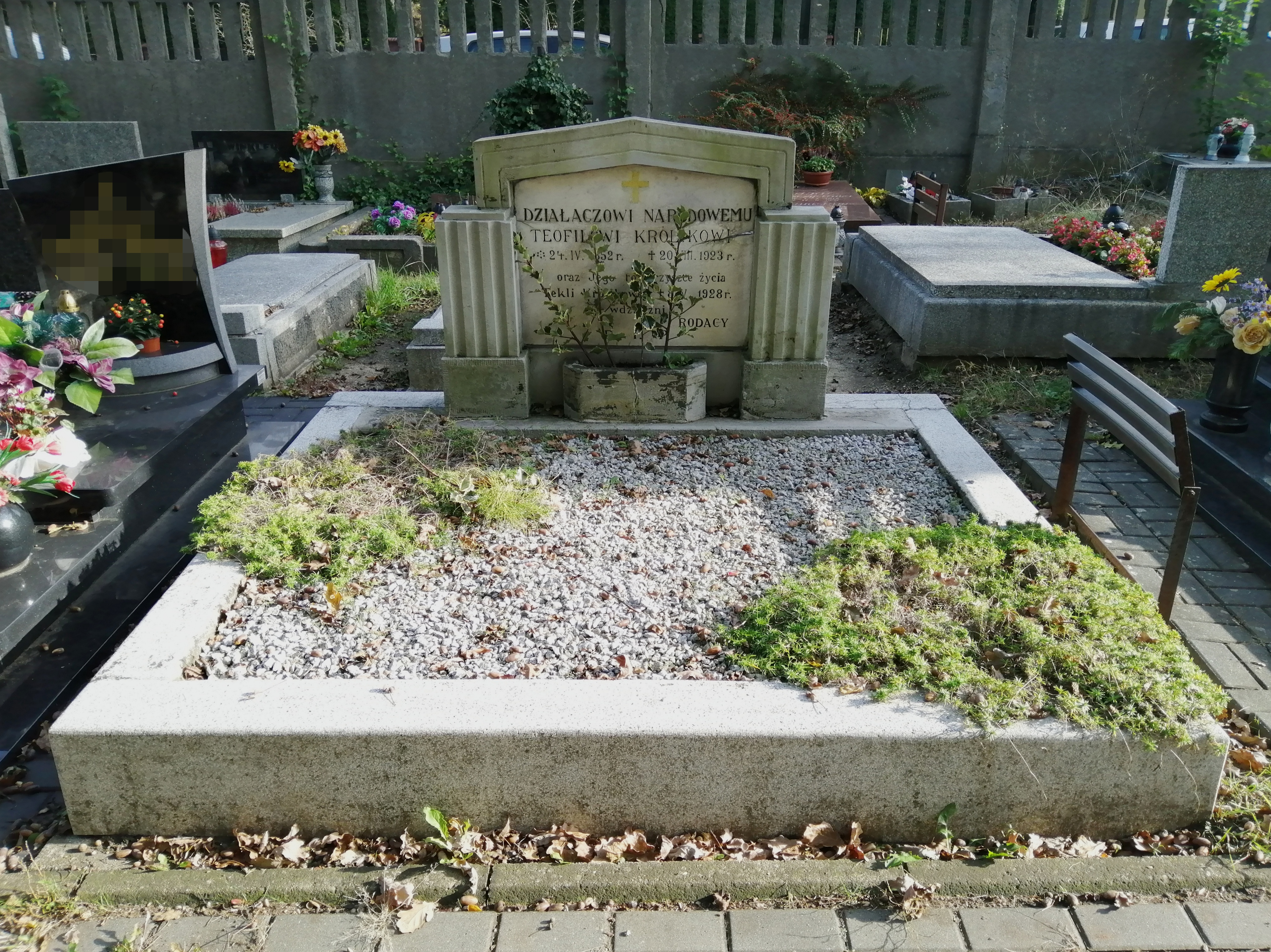
Grób Teofila Królika na cmentarzu parafii św. Anny w Tarnowskich Górach (2020)

Teofil Królik (niem. Theophil Krolik; ur. 27 kwietnia 1851 w Tarnowskich Górach, zm. 20 sierpnia 1923 tamże) – górnik, polski działacz narodowy, niemiecko-polski polityk i poseł do Reichstagu Cesarstwa Niemieckiego z ramienia partii Centrum (1903–1906).

## Życiorys
Teofil Królik urodził się 27 kwietnia 1851 roku w Tarnowskich Górach (Tarnowitz) w Królestwie Prus w górniczej rodzinie Antoniego Królika i Magdaleny z domu Dziwiczyk. Po ukończeniu edukacji w szkole ludowej podjął pracę jako górnik m.in. w kopalni „Fryderyk”, gdzie pracował już jego ojciec. Część zarabianych pieniędzy przeznaczał na polskojęzyczne gazety i książki, a od lat 70. XIX w. współpracował z polskimi działaczami narodowymi (m.in. z Karolem Miarką) .
W 1889 roku był jednym ze współzałożycieli Związku Wzajemnej Pomocy (ZWP) , w latach 1891–1897 był prezesem tej organizacji, a od 1902 jej wiceprzewodniczącym. W ZWP działał aż do jego połączenia ze Zjednoczeniem Zawodowym Polskim w 1909 roku . Jednocześnie był przewodniczącym Polskiego Towarzystwa Ludowego w Miasteczku Śląskim . W 1892 roku brał udział w akcji zbierania podpisów pod petycją w sprawie języka polskiego w szkołach. Jako kolporter polskich książek i gazet pracował również w bytomskim wydawnictwie Katolika .
W 1898 roku środowisko skupione wokół Katolika wysunęło kandydaturę Teofila Królika na posła do Reichstagu Cesarstwa Niemieckiego z ramienia katolickiej partii Centrum w okręgu bytomsko-tarnogórskim. Ostatecznie jednak w wyborach wystartował (oraz zdobył mandat) adwokat Bernhard Karl Stephan. W kolejnych wyborach w 1903 roku Katolik ponownie zaproponował Królika jako kompromis między niemieckim katolickim Centrum a polskim stronnictwem narodowym na Górnym Śląsku, jednak choć Królik potępił polskich radykałów, kierownictwo partii wystawiło kandydaturę radcy Karla Antessa. Mimo to Królik wziął udział w głosowaniu i zdobywając 20 145 (43,3%) głosów, przeszedł do II tury wyborów, w której zmierzył się z kandydatem socjalistów, Augustem Winterem. W wyborach ścisłych uzyskał wsparcie górnośląskiej endecji, zdobywając 28 475 (69,6%) głosów, zwyciężył i został posłem do Reichstagu Cesarstwa Niemieckiego .
W marcu 1906 roku w wyniku umowy z polskim stronnictwem narodowym Królik zrzekł się mandatu, a deputowanym z tego okręgu został Adam Napieralski, który wygrał wybory uzupełniające, uzyskując przygniatającą większość głosów .
W 1911 roku we współpracy z grupą działaczy (m.in. z Michałem Wolskim i Janem Bondkowskim) założył w Tarnowskich Górach bank ludowy, którego był pierwszym kierownikiem i w którym pracował aż do swojej śmierci .
Po wybuchu w 1918 roku rewolucji listopadowej Królik zwołał w mieście wiec, na którym zorganizował polską radę ludową. Wiosną roku następnego pracował w tajnym komitecie, którego przewodniczącym był Bondkowski, mającym za zadanie przygotowywanie objęcia władzy w Tarnowskich Górach przez Polaków . W grudniu 1919 roku wszedł z kolei w skład nowo ukonstytuowanej Powiatowej Rady Ludowej.
Zmarł 20 sierpnia 1923 roku. Spoczął na cmentarzu przy kościele św. Anny w rodzinnych Tarnowskich Górach .

## Upamiętnienie
Imię Teofila Królika nosi jedna z ulic tarnogórskiego Śródmieścia – jest to droga gminna klasy L nr 270 105 S o długości 329 m.